# Escala de Forel-Ule
L'escala Forel-Ule és un mètode per determinar aproximadament el color de les masses d'aigua, que s'utilitza en limnologia i oceanografia. Mitjançant una barreja química diferent (les solucions estàndard es fan amb aigua destil·lada, amoníac, sulfat de coure, cromat de potassi i sulfat de cobalt) una paleta de colors s'obté en una sèrie de vials designats numèricament (1-21) que es compara amb el color del cos d'aigua. El resultat és un índex de color de la massa d'aigua que proporciona una indicació de la transparència de l'aigua i, per tant, ajuda a classificar la producció primària. Les graduacions de colors corresponen als colors de mar obert i d'aigua de llac, tal com pot veure un observador a terra o a bord d'un vaixell. El mètode s'utilitza juntament amb el disc de Secchi submergit a la meitat de la profunditat de Secchi.
El mètode va ser desenvolupat per François-Alphonse Forel i va ser estès tres anys més tard amb els marrons de verdós a cola pel limnòleg alemany Wilhelm Ule. L'escala de Forel-Ule, una escala comparadora de color, ha estat descrita per Wernand i van der Woerd i pot ser vist com una simple escala, però adequada per classificar el color de rius, llacs, mars i oceans. Les observacions Forel-Ule pertanyen, a més de la temperatura, la salinitat i la profunditat Secchi, als més antics paràmetres oceanogràfics que es remunten a 1890.